# Ark-La-Tex

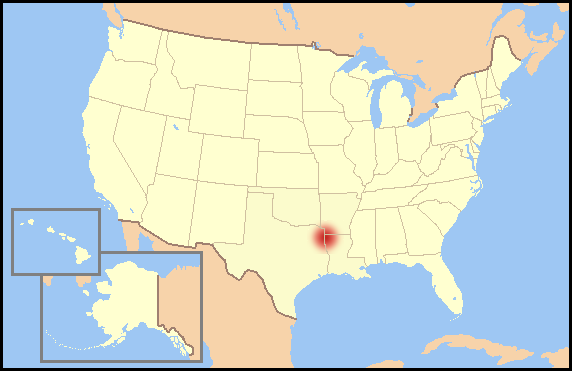
Localizzazione dell'Ark-La-Tex.

L'Ark-La-Tex (anche Arklatex o ArkLaTex) è una regione socio-economica degli Stati Uniti posta all'intersezione degli stati americani dell'Arkansas, Louisiana, Texas ed Oklahoma. Talvolta è usato l'acronimo Arklatexoma. La regione è centrata sull'area metropolitana Shreveport/Bossier City.
La maggior parte della regione si trova nel Piney Woods, un'ecoregione di dense foreste decidue e conifere. Le foreste sono punteggiate da pantani (slough) e bayou che sono legati ai grandi corpi idrici come il Lago Caddo o il fiume Red River.